# Listă de conducători de stat din 1309
1305 - 1306 - 1307 - 1308 - 1309 - 1310 - 1311 - 1312 - 1313
Aceasta este o listă a conducătorilor de stat din anul 1309:

## Europa
- Albania: Casensio Bliniști (conte, 1304-1318)
- Ahaia: Filip I de Tarent (principe din dinastia de Anjou, 1306/1307-1313; ulterior, împărat titular de Constantinopol, 1313-1331)
- Anglia: Eduard al II-lea (rege din dinastia Plantagenet, 1307-1327)
- Anjou: Carol al III-lea (conte, 1290-1325; ulterior, împărat titular de Constantinopol, 1301-1308)
- Aragon: Iacob al II-lea (rege din dinastia de Barcelona, 1291-1327; anterior, rege al Siciliei, 1285-1295)
- Austria: Frederic al III-lea cel Frumos (duce din dinastia de Habsburg, 1306-1330; ulterior, rege al Germaniei, 1314-1326) și Leopold (duce din dinastia de Habsburg, 1309-1326)
- Bavaria Inferioară: Otto al III-lea (duce din dinastia de Wittelsbach, 1290-1312; ulterior, rege al Ungariei, 1305-1307) și Ștefan (duce din dinastia de Wittelsbach, 1294-1310)
- Bavaria Superioară: Rudolf I cel Bâlbâit (duce din dinastia de Wittelsbach, 1294-1319) și Ludovic al IV-lea (duce din dinastia de Wittelsbach, 1294-1347; ulterior, rege al Germaniei, 1314-1347; ulterior, duce în Bavaria Inferioară, 1340-1347)
- Bizanț: Andronic al II-lea (împărat din dinastia Paleologilor, 1282-1328)
- Bosnia: Ștefan I (ban din dinastia Kotromanic, cca. 1290-cca. 1314) și Mladen al II-lea Subic (ban, 1305-1322)
- Brabant: Ioan al II-lea (duce, 1294-1312)
- Brandenburg: Valdemar cel Mare (margraf din dinastia Askaniană, 1308/1309-1319)
- Bretagne: Arthur al II-lea (duce, 1305-1312)
- Bulgaria: Teodor Svetoslav Terter (țar din dinastia Terterizilor, 1300-1321)
- Burgundia: Hugues al V-lea (duce din dinastia Capețiană, 1306-1315)
- Castilia: Ferdinand al IV-lea (rege, 1295-1312)
- Cehia: Henric Korutansky (rege din dinastia Gorz-Tirol, 1306, 1307-1310)
- Cipru: Henric al II-lea (rege din dinastia de Antiohia-Lusignan, 1285-1324; ulterior, rege, 1286-1291, și rege titular al Ierusalimului, 1291-1324) și Amaury (uzurpator, 1306-1310)
- Constantinopol: Catherine a II-la de Valois (împărăteasă titulară, 1308-1346)
- Danemarca: Erik al VI-lea Maendved (rege din dinastia Valdemar, 1286-1319)
- Epir: Toma Anghelos Ducas (despot din familia Anghelos, 1296-1318)
- Ferrara: Aldobrandino al II-lea (senior din casa d'Este, 1309-1317)
- Flandra: Robert al III-lea de Bethune (conte din dinastia de Dampierre, 1305-1322)
- Franța: Filip al IV-lea cel Frumos (rege din dinastia Capețiană, 1285-1314; totodată, rege al Navarrei, 1284-1305)
- Germania: Henric al VII-lea (rege din dinastia de Luxemburg, 1308-1313; anterior, conte de Luxemburg, 1288-1310; ulterior, împărat occidental, 1312-1313)
- Gruzia: Gheorghe al V-lea cel Mic (rege din dinastia Bagratizilor, 1307-1314)
- Gruzia, statul Imeretia: Constantin (rege din dinastia Bagratizilor, 1293-1327)
- Hainaut: Guillaume I (conte din casa de Avesnes, 1304-1337; totodată, conte de Olanda, 1304-1337)
- Halici-Volânia: Lev al II-lea Iurievici (cneaz, 1308-1323) și Andrei Iurievici (cneaz, 1308-1323)
- Hoarda de Aur: Ghias ad-Din Tohtu (han din dinastia Batuizilor, 1290/1291-1312)
- Lituania: Vytenis (mare duce, cca. 1295-1316)
- Lorena Superioară: Thibaut al II-lea (duce din casa Lorena-Alsacia, 1303-1312)
- Luxemburg: Henric al V-lea (conte, 1288-1310; ulterior, rege al Germaniei, 1308-1313; ulterior, împărat occidental, 1312-1313)
- Mantova: Guido Botesalla (senior din casa Bonacolsi, 1299-1309) și Rinaldo Passerino (senior din casa Bonacolsi, 1309-1328; ulterior, senior de Modena, 1312-1318, 1319-1327)
- Marinizii: Abu'l-Rabi Sulaiman ibn Abu Amir ibn Abu Iakub Iusuf (emir din dinastia Marinizilor, 1308-1310)
- Mazovia: Boleslaw al II-lea (cneaz din dinastia Piasti, 1294-1313)
- Montferrat: Teodor I (marchiz din dinastia Paleologilor, 1305-1338)
- Nasrizii: Abu Abdallah Muhammad al III-lea al-Mahlu ibn Muhammad (II) (emir din dinastia Nasrizilor, 1302-1309) și Abu'l-Djuluș Nasr ibn Muhammad (II) (emir din dinastia Nasrizilor, 1309-1314)
- Navarra: Ludovic (rege din dinastia Capețiană, 1305-1316; ulterior, rege al Franței, 1314-1316)
- Neapole: Carol al II-lea cel Șchiop (rege din dinastia de Anjou, 1285-1309; totodată, conte de Anjou, 1285-1290; totodată, principe de Ahaia, 1285-1289; totodată, rege titular al Ierusalimului, 1285-1286) și Robert cel Înțelept (rege din dinastia de Anjou, 1309-1343)
- Norvegia: Haakon al V-lea Magnusson (rege, 1299-1319)
- Olanda: Willem al III-lea (conte din casa de Avesnes, 1304-1337; totodată, conte de Hainaut, 1304-1337)
- Ordinul teutonic: Siegfried von Feuchtwangen (mare maestru, 1303-1311)
- Polonia Mare: Henric (cneaz din dinastia Piasti, 1306-1309)
- Polonia Mică: Vladislav I cel Scurt (cneaz din dinastia Piasti, 1306-1333; anterior, cneaz de Kujawya, 1275-1288; anterior și ulterior, cneaz în Polonia Mare, 1296-1300, 1314-1320; ulterior, rege al Poloniei, 1320-1333)
- Portugalia: Dinis I (rege din dinastia de Burgundia, 1279-1325)
- Reazan: Ivan I Iaroslavici (mare cneaz, 1308-1327)
- Savoia: Amedeo al V-lea cel Mare (conte, 1285-1323)
- Saxonia: Rudolf I (duce din dinastia Askaniană, 1298-1356)
- Saxonia: Frederic I cel Îndrăzneț (margraf din dinastia de Wettin, 1291-1323)
- Scoția: Robert I Bruce (rege, 1306-1329)
- Serbia: Ștefan Dragutin (rege din dinastia Nemanja, 1276-1282/1316) și Ștefan Uroș al II-lea Milutin (rege din dinastia Nemanja, 1282-1321)
- Sicilia: Frederic al II-lea (rege din dinastia de Barcelona, 1295-1337)
- Statul papal (Avignon): Clement al V-lea (papă, 1305-1314)
- Suedia: Birger Magnusson (rege din dinastia Folkung, 1290-1318)
- Suzdal: Vasili Mihailovici (cneaz, 1305-1309) și Aleksandru Vasilievici (cneaz, 1309-1332)
- Transilvania: Ladislau Kan (voievod, 1296-1315)
- Tver: Mihail I Iaroslavici (cneaz, cca. 1285-1317; ulterior, mare cneaz de Vladimir, 1304-1318)
- Țara Românească: Tihomir (voievod, cca. 1290-cca. 1310)
- Ungaria: Carol I Robert (rege din dinastia de Anjou, 1308-1342)
- Veneția: Pietro Gradenigo (doge, 1289-1311)
- Vladimir: Mihail al II-lea Iaroslavici (mare cneaz, 1304-1318; anterior, cneaz de Tver, cca. 1285-1317)

## Africa
- Benin: Udaghedo (obba, cca. 1299-cca. 1334)
- Califatul abbasid (Egipt): Abu'l-Rabi Sulaiman al-Mustakfi ibn al-Hakim (calif din dinastia Abbasizilor, 1302-1340)
- Ethiopia: Wedem Ra'ad (împărat, 1299-1314)
- Hafsizii: Abu Asida (sau Abu Abdallah) Muhammad al II-lea al-Muntasir ibn Iahia (II) (calif din dinastia Hafsizilor, 1295-1309), Abu'l-Baka Halid I an-Nasir ibn Iahia (III) (calif din dinastia Hafsizilor, 1301-1311) și Abu Iahia Abu Bakr I as-Șahid ibn Abu Muhammad Abdallah ibn Alb al-Uahid (calif din dinastia Hafsizilor, 1309)
- Imerina: Andriananerimerina (rege, cca. 1300-cca. 1320)
- Kanem-Bornu: Abdullah al II-lea (sultan, cca. 1301-cca. 1320)
- Mali: Muhammad ibn Gao (rege din dinastia Keyta, cca. 1305-1310)
- Mamelucii: al-Muzaffar Rukn ad-Din Baibars al II-lea al-Djașnikir (sultan din dinastia Bahrizilor, 1308-1309) și an-Nasir Nasir ad-Din Muhammad ibn Kalaun (sultan din dinastia Bahrizilor, 1293-1294, 1298-1308, 1309-1340)
- Marinizii: Abu'l-Rabi Sulaiman ibn Abu Amir ibn Abu Iakub Iusuf (emir din dinastia Marinizilor, 1308-1310)

## Asia

### Orientul Apropiat
- Armenia Mică: Oșin (rege din dinastia Hetumizilor, 1308-1320)
- Ayyubizii din Hisn Kaifa și Amid: al-Malik al-Kamil al III-lea Abu Bakr Muhammad ibn Abdallah (sultan din dinastia Ayyubizilor, 1283-?)
- Bizanț: Andronic al II-lea (împărat din dinastia Paleologilor, 1282-1328)
- Bizanț, Imperiul de Trapezunt: Alexios al II-lea (împărat din dinastia Marilor Comneni, 1297-1330)
- Cipru: Henric al II-lea (rege din dinastia de Antiohia-Lusignan, 1285-1324; ulterior, rege, 1286-1291, și rege titular al Ierusalimului, 1291-1324) și Amaury (uzurpator, 1306-1310)
- Hulaguizii (Ilhanii): Muhammad Hudabanda Oldjeitu (han, 1304-1316)
- Ierusalim: Henric al II-lea de Antiohia-Lusignan (rege, 1286-1291; rege titular, 1291-1324; totodată, rege al Ciprului, 1285-1324)
- Imperiul otoman: Osman I Ghazi (sultan din dinastia Osmană, 1281-1326)
- Mamelucii: al-Muzaffar Rukn ad-Din Baibars al II-lea al-Djașnikir (sultan din dinastia Bahrizilor, 1308-1309) și an-Nasir Nasir ad-Din Muhammad ibn Kalaun (sultan din dinastia Bahrizilor, 1293-1294, 1298-1308, 1309-1340)

### Orientul Îndepărtat
- Bengal: Șams ad-Din Firuz ibn Bughra (sultan din casa lui Balban, 1298-1322)
- Birmania, statul Mon: Hkun Law (rege, 1306?-1310)
- Birmania, statul Pagan: Sawhint (rege din dinastia Constructorilor de Temple, 1298-1325)
- Birmania, statul Șanilor: Athinhkaya (rege, 1289-1324)
- Cambodgea, Imperiul Kambujadesa (Angkor): Indrajayavarman (Sindravarman) (împărat din dinastia Mahidharapura, 1307/1308-1327)
- Cambodgea, statul Tjampa: Jaya Sinhavarman al IV-lea (rege din cea de a unsprezecea dinastie, 1307-1312)
- China: Wuzong (Guluk, Kaișan) (împărat din dinastia Yuan, 1307-1311)
- Ciaghataizii: Taliku (han, 1308-1309), Kebek (han, 1309, cca. 1318-1326) și Esen Buka I (han, 1309-cca. 1318)
- Coreea, statul Koryo: Ch'ungson Wang (Wang Won) (rege din dinastia Wang, 1309-1313)
- Hoarda de Aur: Ghias ad-Din Tohtu (han din dinastia Batuizilor, 1290/1291-1312)
- India, statul Delhi: Ala ad-Din Muhammad Șah I ibn Iughriș (sultan din dinastia Haldjiților, 1296-1316)
- India, statul Hoysala: Ballala al III-lea (rege, 1300-1342; anterior, rege în Hoysala de nord, 1291-1342)
- India, statul Hoysala de nord: Ballala al III-lea (rege, 1291-1342; ulterior, rege în Hoysala de sud, 1300-1342)
- Japonia: Hanazono (împărat, 1308-1318) și Morikuni (principe imperial, 1308-1333)
- Kashmir: Suhadeva (Ramachandra) (rege din dinastia Simhadeva, 1301-1320)
- Statul Madjapahit: Kertarajasa Jayavardhana (Raden Vijaya) (rege, 1293-1309) și Jayanagara Sri Sundara Panya Devadhusvara Vrikamottunga Deva (rege, 1309-1328)
- Mongolii: Guluk hagan (Kaișan) (mare han, 1307-1311)
- Nepal, în Bhadgaon: Anantamalla (rege din dinastia Malla, 1280-cca. 1310; totodată, rege în Patan, cca. 1274-cca. 1310)
- Nepal, în Patan: Anantamalla (rege din dinastia Malla, cca. 1274-cca. 1310)
- Sri Lanka: Parakkamabahu al IV-lea (Pandita) (rege din dinastia Silakala, 1302-1326/1332)
- Sri Lanka, statul Jaffna: Varothya Segarajasekaran al III-lea (rege, 1302-1325)
- Thailanda, statul Sukhotai: Locu Thai (rege, 1299-1339)
- Vietnam, statul Dai Viet: Tran Anh-tong (rege din dinastia Tran timpurie, 1293-1314)